# Сан-Поло-ди-Пьяве
Сан-Поло-ди-Пьяве (итал. San Polo di Piave) — коммуна в Италии, располагается в провинции Тревизо области Венеция.
Население составляет 4533 человека, плотность населения составляет 227 чел./км². Занимает площадь 20 км². Почтовый индекс — 31020. Телефонный код — 0422.
Покровителем коммуны почитается святой апостол Павел, празднование 25 января.